# Wright City (Oklahoma)
Wright City è un comune degli Stati Uniti d'America, situato nello Stato dell'Oklahoma, nella Contea di McCurtain.